# عصب كعبري
العصب الكعبري (بالإنجليزية: Radial Nerve)‏ هو عصب في جسم الإنسان يغذي الجزء الخلفي من الطرف العلوي. يعصّب الرأس الإنسي والجانبي للعضلة ثلاثية الرؤوس العضدية للذراع، بالإضافة إلى جميع العضلات الاثنتي عشرة في الحيز اللفافي العظمي الخلفي للساعد والمفاصل المرتبطة والجلد العلوي.
ينشأ من الضفيرة العضدية، ويحمل الألياف من الجذور البطنية للأعصاب الشوكية الرقبية ر5، و ر6، و ر7، و ر8، و ص1.
يوفر العصب الكعبري وفروعه تعصيبًا حركيًا لعضلات الذراع الظهرية (العضلة ثلاثية الرؤوس العضدية والعضلة المرفقية) والعضلات الباسطة الخارجية للمعصمين واليدين، ويوفر تعصيبًا حسيًا جلديًا لمعظم منطقة ظهر اليد، باستثناء ظهر إصبع الخنصر والنصف المجاور لإصبع البنصر (يعصّبهما العصب الزندي).
ينقسم العصب الكعبري إلى فرعين، فرعٍ عميق، والذي يستمر في الذراع ليصبح العصب بين العظمين الخلفي والذي يعصب معظم عضلات المسكن الخلفي للساعد، وفرعٍ سطحي، والذي يُعَصِّب ظاهر اليد.

## البنية
ينشأ العصب الكعبري كفرع نهائي للحبل الخلفي للضفيرة العضدية. يمر عبر الذراع، بدايةً في الحيز الخلفي للذراع، ثم في الحيز الأمامي للذراع، ويستمر في الحيز الخلفي من الساعد.

### الذراع
ينشأ العصب الكعبري من الحبل الخلفي للضفيرة العضدية من جذرالأعصاب الرقبية 5 إلى الرقبية 8 والصدرية 1. من الضفيرة العضدية، ينتقل خلف الجزء الثالث من الشريان الإبطي (الجزء من الشريان الإبطي البعيد عن العضلة الصدرية الصغيرة). في الذراع، يمتد خلف الشريان العضدي ثم يدخل الفاصل المثلثي السفلي وصولًا إلى ثلم العصب الكعبري للجزء الخلفي من عظم العضد. ينتقل إلى الأسفل مع الشريان العضدي العميق، بين الرؤوس الوحشية والوسطى للعضلة ثلاثية الرؤوس العضدية حتى يصل إلى الجانب الوحشي للذراع تحت الأحدوبة الدالية بـ5 سم حيث يخترق الحاجز العضلي الوحشي وصولًا إلى الحيز الأمامي للذراع. ينزل ليعبر اللقيمة الوحشية لعظم العضد وينتهي العصب بتفرعه إلى فرعين سطحي وعميق يستمر في الحفرة المرفقية ثم إلى الساعد.
يعطي العصب الكعبري فروعًا عضلية لتعصيب الرأس الطويل والرأس الإنسي والرأس الوحشي للعضلة ثلاثية الرؤوس العضدية قبل وأثناء مسارها في ثلم العصب الكعبري. بعد أن يخرج من ثلم العصب الكعبري، يعصّب العضلة العضدية والعضلة العضدية الكعبرية والعضلة الكعبرية الطويلة الباسطة للرسغ.
فوق ثلم العصب الكعبري، يعطي العصب الكعبري العصب الجلدي الخلفي للذراع الذي يعصّب الجلد في الجزء الخلفي من الذراع. في ثلم العصب الكعبري، يعطي العصب الجلدي السفلي الوحشي للذراع والعصب الجلدي الخلفي للساعد. يعطي العصب الكعبري أيضًا فروعًا مفصلية لتعصيب مفصل الكوع.

### الساعد واليد
في الساعد، ينقسم إلى فرع سطحي (حسي) وفرع عميق (حركي).
ينفصل الفرع السطحي للعصب الكعبري عن الشريان الكعبري في الثلث العلوي من الساعد، ويرتبط ارتباطًا وثيقًا بالشريان الكعبري في الثلث الأوسط من الساعد، وفي الثلث السفلي، ينزل في الساعد تحت وتر العضلة العضدية الكعبرية. يعبر العضلة العضدية الكعبرية دخولًا إلى الجزء الخلفي من الساعد بالقرب من ظهر الرسغ ويعصّب ظهر اليد. يؤمن تعصيبًا حسيًا لظهر اليد، وظهر الإبهام، والسبابة، والإصبع الوسطى، والجانب الوحشي لإصبع البنصر، باستثناء فراش الظفر، والذي تؤمنه الفروع الإصبعية المخصوصة للعصب المتوسط.

## معرض الصور

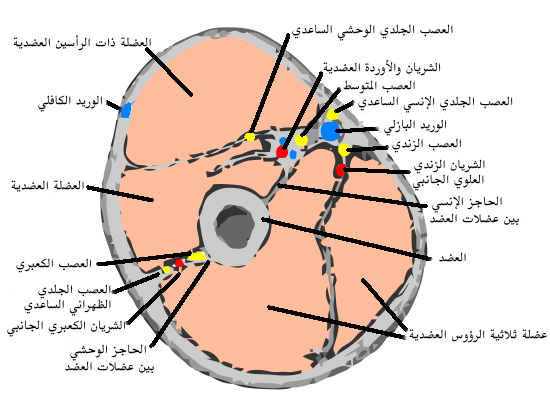
.
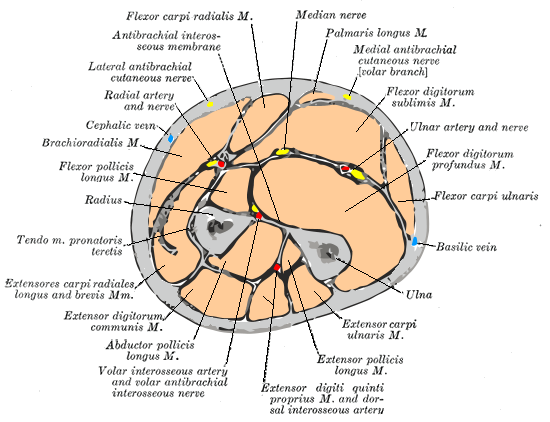
.
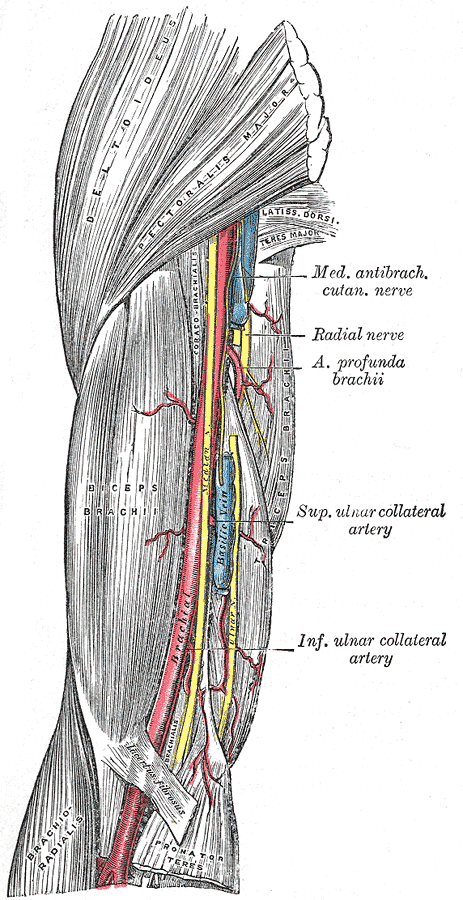
.
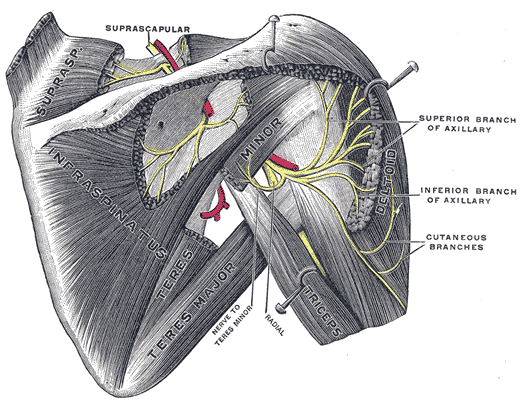
.
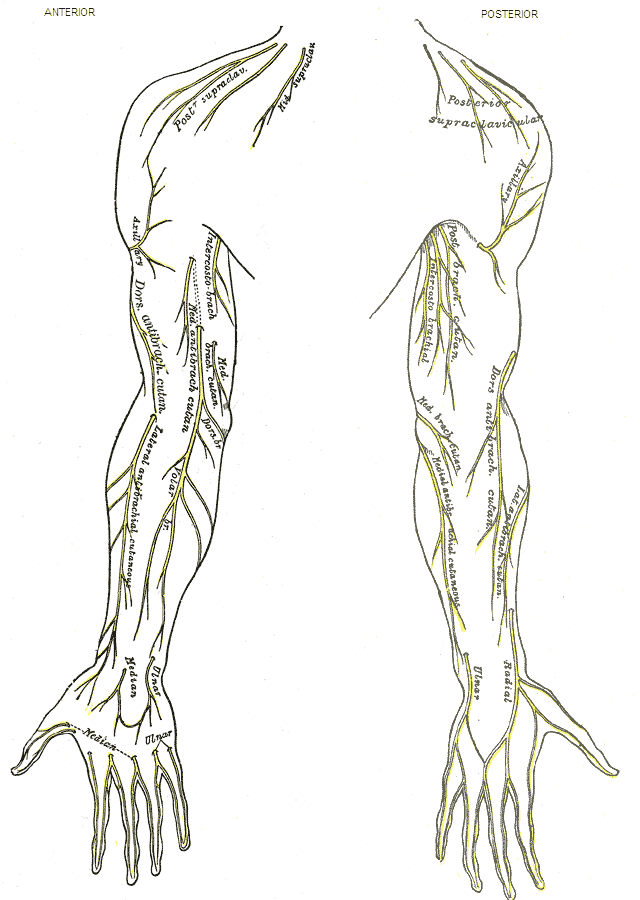
.
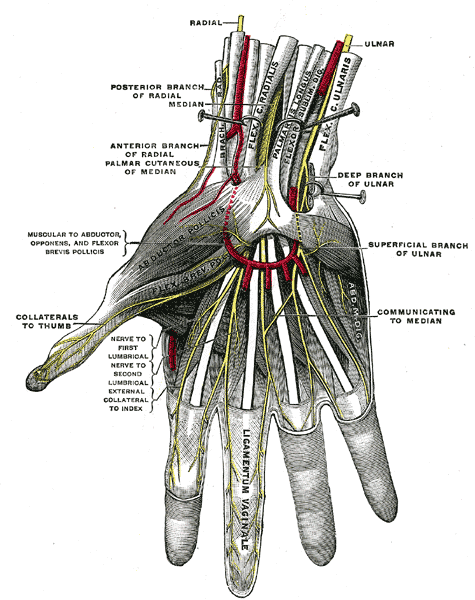
.
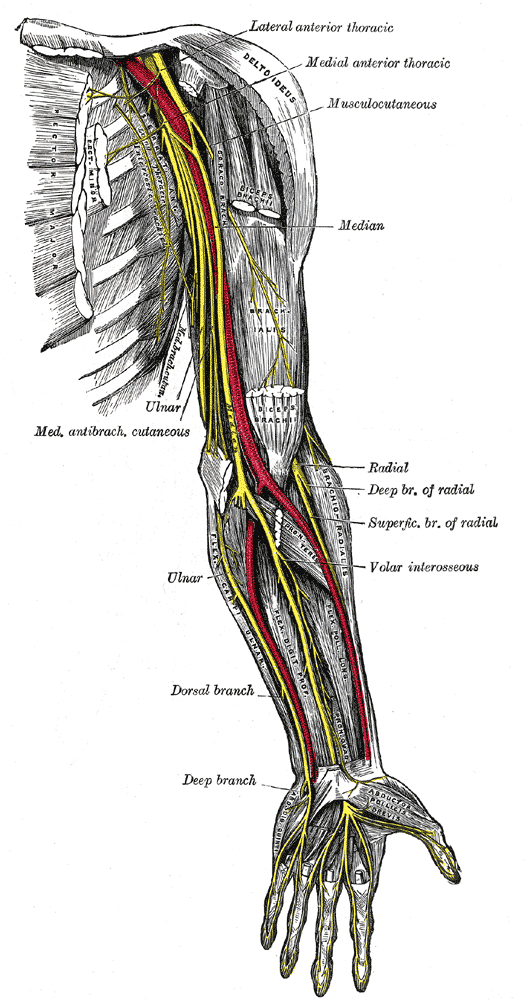
.
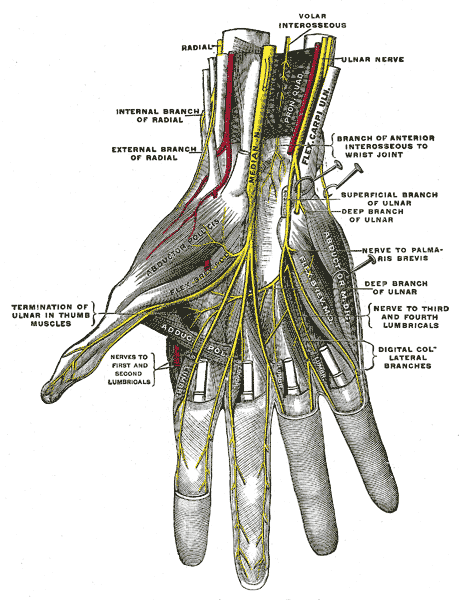
.
.
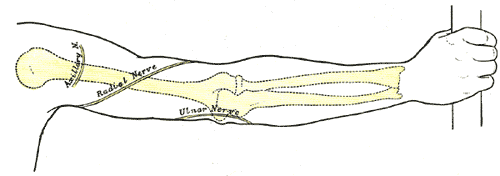
.